# Yakov Geronimus
Yakov Lazarevich Geronimus, parfois orthographié J. Geronimus (russe : Я́ков Лазаре́вич Геро́нимус, né le 6 février 1898, Rostov et mort le 17 juillet 1984 à Kharkiv) est un mathématicien russe connu pour ses contributions à la mécanique théorique et à l'étude des polynômes orthogonaux. Les polynômes de Geronimus (en) portent son nom.
Il obtient son doctorat à l'Université Nationale Vasyl Karazin de Kharkiv en 1939, sous la direction de Sergueï Natanovitch Bernstein.

## Publications
- J. Geronimus, « On a Set of Polynomials », Annals of Mathematics, second Series, vol. 31, no 4,‎ 1930, p. 681–686 (ISSN 0003-486X, DOI 10.2307/1968164, JSTOR 1968164)